# Gareth Thomas (acteur)
Pour les articles homonymes, voir Gareth Thomas et Thomas.
Gareth Thomas est un acteur britannique né le 12 février 1945 et mort le 13 avril 2016.

## Filmographie

### Au cinéma
- 1972 : The Ragman's Daughter de Harold Becker
- 1973 : Piège pour un tueur (Si Puo essere piu bastardi dell'ispettore Cliff ?) de Massimo Dallamano
- 1974 : Terreur sur le Britannic (Juggernaut) de Richard Lester
- 1993 : Mémoire d'un sourire (Storia di una capinera) de Franco Zeffirelli

### A la télévision
- 1978 - 1981 : Blake's 7
- 1980 : La Maison de tous les cauchemars (Hammer House of Horror), épisode Visiteur d'outre-tombe